# Tony Musante
Tony Musante   (Bridgeport, 30 de juny de 1936 - Manhattan, 26 de novembre de 2013) va ser un actor estatunidenc. Al cinema va assolir l'èxit al començament de la seva carrera, protagonitzant o tenint papers importants en pel·lícules com Once a Thief (1965), L'incident (1967), The Last Run (1971) i L'uccello dalle piume di cristallo (1970).

## Biografia
Musante va néixer a Bridgeport en una família italoamericana, fill de Natalie Anne, originària de Salern i mestra d'escola, i Anthony Peter Musante, comptable. Va estudiar a l'Oberlin College i a la Universitat Northwestern.
Musante va actuar en nombrosos llargmetratges, principalment als Estats Units d'Amèrica i a Itàlia. Entre els seus treballs hi ha la sèrie de televisió de 1973 Toma (predecessora de Baretta), la telenovel·la As the World Turns i l'obra de teatre de Broadway de 1975 PS Your Cat Is Dead!, pel qual va ser nominat a un Drama Desk Award.
També va ser nominat a un premi Emmy per la seva interpretació en un episodi de 1975 de Medical Center. A més, va interpretar Nino Schibetta, un temut cap de la màfia, durant la primera temporada de la sèrie de televisió d'HBO Oz. Musante va morir d'una hemorràgia després d'una cirurgia oral el 26 de novembre de 2013, als 77 anys, a Manhattan.